# 渡辺漁村
渡辺 漁村（わたなべ ぎょそん）は明治時代の新潟県の教育者、漢詩人。佐渡奉行所修教館句読師、相川県佐渡中学教授、新潟県税務官、新潟中学校教員兼舎監。

## 生涯

### 佐渡時代
安政元年12月8日（1855年1月25日）佐渡国相川板町に佐渡金山役人渡辺蘆舟の次男として生まれた。元治元年（1864年）父が死去し、祖父友水に獅子ヶ城跡の官舎で養育された。幼くして佐渡奉行所修教館で円山溟北に学び、井上幹にも書法を学んだ。
明治2年（1869年）参謀兼民政方奥平謙輔に書生として仕えた。1871年（明治4年）修教館句読師、1874年（明治7年）4月相川県佐渡中学漢学部教授となり、1876年（明治9年）4月相川県廃止により解職された。

### 新潟県出仕
1880年（明治13年）5月新潟県に勤め、1883年（明治16年）1月十七等出仕となった。1885年（明治18年）10月収税属に転じ、1889年（明治22年）小千谷出張所長、1890年（明治23年）新発田間税分署長、1893年（明治26年）新津収税署長、1896年（明治29年）与板税務署長、1897年（明治30年）新発田税務署長を歴任した。

### 新潟中学校
1900年（明治33年）5月前新潟県知事勝間田稔の推挙で新潟県立新潟中学校嘱託教員兼舎監事務取扱となった。白山浦一丁目や下旭町に住み、後に学校町通二番町の岡本小路入口から西20m南側の2階建家屋に移った。
1902年（明治35年）6月佐渡への修学旅行を引率し、妙法寺の師溟北墓碑、清水寺、根本寺、長谷観音、妙宣寺、檀風城趾、国分寺、真野御陵、獅子ヶ城趾、相川鉱山、総源寺の祖先の墓、金北山等を巡り、「佐渡日詩」を著した。
1911年（明治44年）夏、先祖の故地川中島古戦場を訪ねつつ、東京小石川区原町の長男轍と本郷区菊坂町の次男軔を訪れ、上方を経由して帰郷した。
1914年（大正3年）1月9日体調不良のため舎監を退職し、右眼の緑内障や内臓疾患により新潟医学専門学校附属病院に入院した。半月で退院後も体調は快復せず、8月14日早朝、妻キエ、2人の子、兄嫁キクに看取られながら死去し、日和山共同墓地に葬られた。

## 逸話
新潟に移った当初は貧乏だった。引越のため妻と荷車で運搬中小崎藍川に遭遇し、「まだ孟郊ほどは貧乏でない。」と言い張りながら運搬の手伝いを頼んだが、藍川は辟易して逃げ去ったという。
ある夏の夜、大酔いして帰宅し、妻に酒を求めるも、夜が更けていたため断られた。怒って離縁状を突き付けると、妻は嫁入り道具だとして蚊帳を外し始めた。漁村は狼狽し、「女が夜出歩くな。明日の朝まで待て。」と引き止めたという。
魁偉な外見と大きな声から「鬼渡辺」と呼ばれ、大きな頭部は「紙屑ボテ」と綽名された。新潟中学では、先に在籍していた次男軔の「つぁま」（中越方言で「父」の意）として「ジンツァマ」と呼ばれた。
ある夜、「あめゆ」の赤行灯を出している店で飴湯を飲んでいるところを生徒に見られ、翌日から「あめゆ、あめゆ」と囃されるようになった。同年の卒業謝恩会で「今日から酒・煙草を飲んでもいいのだぞ。」と呼びかけると、「先生！飴湯はどうです？」と冷やかされ、「も……ももちろん！」と返したという。
結婚式の時、座敷に出るのを恥ずかしがり、屋根の上に隠れてしまった。親族・媒酌人等が捜索するも見つからず、自分からも戻りづらくなったため、屋根の上から頼山陽「天草洋に泊す」を吟じ、ようやく発見されたという。
漢文だけでなく英語にも通じ、ベンジャミン・フランクリンから原語で「空嚢(くうのう - 空の袋のこと)は直立し難し」と引用したこともあった。

## 作品
- 「新潟中学校雑詠十律」 - 1900年（明治33年）『遊方会雑誌』第8号所載[9]。『新潟新聞』にも寄稿した[15]。
- 「佐渡日詩」 - 1902年（明治35年）6月佐渡に修学旅行した時の紀行。『遊方会雑誌』第11号所載[9][4][10]。
- 「村杉坐湯中雑咏」 - 同僚と村杉温泉に旅行した時のもの[14]。1910年（明治43年）3月『遊方会雑誌』第24号所載[16]。
- 「佐渡幕末奇事」 - 『佐島遺事』所収[17]。

## 家族

### 父母
- 祖父：渡辺友水 - 佐渡奉行所地役人。
- 父：渡辺蘆舟（文化11年（1828年）5月3日 - 安政元年（1854年）10月24日）
通称は舎人、名は鎮、別号は自来舎佳友。鷲尾甚助に無念流剣術、安田花狂に俳諧を学んだ。天保9年（1838年）一揆鎮圧のため島内を巡察し、『俳諧風車』を編んだ。最終職階は山方役助[18]。
- 母：高野氏[19]
  - 兄：渡辺碇浦 - 名は潜。明治16年（1883年）没[19]。
  - 長姉 - 本間家に嫁いだ[19]。
  - 次姉 - 佐渡長谷川家に嫁いだ[9]。

### 妻子
- 先妻：渡部クニ - 明治5年（1872年）6月結婚。1887年（明治20年）8月29日29歳で没[5]。
  - 長男：渡辺轍（1882年（明治15年）2月21日[5] - 1941年（昭和16年）4月[20]）
新潟県立新潟中学校、第四高等学校[5]、東京帝国大学史学科を経て、萩野由之助手となり[20]、兜町渋沢家編纂所で『徳川慶喜公』編纂に参加した[1]。
  - 次男：笠原軔（1885年（明治18年）4月24日 - 1955年（昭和30年）11月4日） - 画家[5]。
- 後妻：江原[12]キエ[11] - 1888年（明治21年）10月結婚[5]。